# Pachyparnus dicksoni
Pachyparnus dicksoni är en skalbaggsart som först beskrevs av Waterhouse 1878.  Pachyparnus dicksoni ingår i släktet Pachyparnus och familjen öronbaggar. Inga underarter finns listade i Catalogue of Life.